# Вознюк-Базилюк Петро Лук'янович
Петро Лук'янович Вознюк-Базилюк (1864 — ?) — селянинський депутат Державної думи Російської імперії I скликання від Волинської губернії.

## Біографія
Православний українець, селянин Житомирського повіту Волинської губернії. Малограмотний, освіту здобув удома. 5 років був на військовій службі, після демобілізації займався землеробством. Під час виборів у Думу був позапартійним, політичні погляди визначалися як «прогресивні». Уповноважений сільського сходу села Сколобова для участі у комісії зі «збільшення селянського землекористування». Вважав, що головне питання — це аграрне.

П. Л. Вознюк-Базилюк, 1906

15 квітня 1906 р. обраний до Державної думи Російської імперії I скликання від загального складу вибірників Волинського губернського виборчого збору. Безпартійний, у думі примикав до правих.

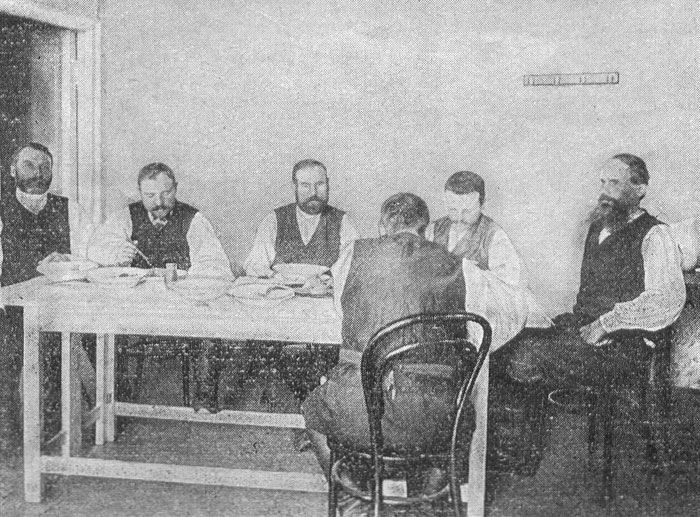
Депутати за обідом в «гуртожитку Єрогіна». Санкт-Петербург. 1906 рік. Фото М. М. Ольшанського

«Трудовики» (крайні ліві) у своєму виданні «Роботи Першої Державної Думи» також політичну позицію Вознюка-Базилюка характеризують як «Б. пр.», що безпартійний православний Вознюк-Базилюк оселився на казенній квартирі Єрогіна, найнятої на державні гроші для незаможних депутатів спеціально для їхньої обробки в проурядовому дусі, і залишався там до кінця роботи Думи (так звана «Єрогінська живопирня», як її охрестили в пресі)…
Подальша доля Вознюка-Базилюка невідома.